# جابر بسيوني
جابر أحمد بسيوني، محامي، شاعر وكاتب، ولد في الإسكندرية، مصر عام 1960. تلقى دروسه بمدارس الإسكندرية ثم تخرج من كلية الحقوق في جامعة الإسكندرية عام 1983. نشر بعض إنتاجه الشعري والقصصي في عدد من المجلات مثل: الكويت، الشاطيء، السفير واليقظة.

## السيرة الذاتية
ولد المحامي والكاتب جابر أحمد بسيوني في الإسكندرية، مصر عام 1960، و تلقى دروسه بمدارس الإسكندرية ثم تخرج من كلية الحقوق في جامعة الإسكندرية عام 1983. عمل محامياً ثم مأموراً للضرائب, ويشغل حاليّاً وظيفة الأمين العام لهيئة الفنون والآداب والعلوم الاجتماعية بالإسكندرية, كما يحاضر بقصور الثقافة, ومركز الشباب البحري بالأنفوشي. هو مؤلف أغاني معتمد لدى اتحاد الإذاعة والتلفزيون بجمهورية مصر العربية، و كتب الأغاني لعدد من مسرحيات قصور الثقافة والمسرح القومي المصري. نشر بعض إنتاجه الشعري والقصصي في عدد من المجلات مثل: الكويت، الشاطيء، السفير واليقظة. حصل على المركز الأول في الشعر على مستوى مصر ثلاث مرات: من هيئة الفنون والآداب 1984, ومديرية الشباب والرياضة 1990, وجماعة النيل الأدبية 1992, كما حصل على شهادة تقدير من إذاعة الإسكندرية في التأليف الغنائي.

## أعمال الشاعر[1][4]
- أحلام، 1994.[5]
- كل صباح أتجدد، 1998.
- ديوان للأطفال بعنوان: تبارك الله، 1998.
- الملتقى الشعري، 1996.

## الجوائز
- المركز الأول في الشعر من هيئة الفنون والآداب 1984.
- المركز الأول في الشعر من مديرية الشباب والرياضة 1990.
- المركز الأول في الشعر من جماعة النيل الأدبية 1992.